# Louis Bullock
Pour les articles homonymes, voir Bullock.
Louis Herbert Bullock Jr (né le 20 mai 1976 à Washington, D.C.) est un joueur de basket-ball américain, jouant au poste d'ailier. Il mesure 1,86 m.
Bullock effectue sa carrière universitaire dans l'équipe des Michigan Wolverines entre 1995 et 1999. En 1999, il est drafté en 42e position par les Timberwolves du Minnesota mais n'est pas retenu dans l'effectif. Il part alors jouer en Europe.